# I liga argentyńska w piłce nożnej (1990/1991)
Mistrzem Argentyny w sezonie 1990/91 został klub Newell’s Old Boys, natomiast wicemistrzem Argentyny – Boca Juniors.
Do Copa Libertadores 1992 zakwalifikowały się dwa kluby:
- Newell’s Old Boys (mistrz Argentyny)
- San Lorenzo de Almagro (zwycięzca turnieju Liguilla_Pre_Libertadores)

Tabela spadkowa zadecydowała o tym, które kluby spadną do drugiej ligi (Primera B Nacional Argentina). Spadły kluby, które w tabeli spadkowej zajęły dwa ostatnie miejsca – Chaco For Ever Resistencia i Club Atlético Lanús. Na ich miejsce awansowały dwie najlepsze drużyny z drugiej ligi – Belgrano Córdoba i CA Argentino de Quilmes.

## Torneo Apertura 1990/1991

### Apertura 1
| Data             | Mecz |
| ---------------- | --- |
| 20 sierpnia 1990 | Estudiantes La Plata – San Lorenzo de Almagro 1:1 Trotta – Castro                                                |
| 20 sierpnia 1990 | Newell’s Old Boys – CA Platense 1:0 Martino                                                                      |
| 20 sierpnia 1990 | Boca Juniors – Argentinos Juniors 3:2 Abramovich, Pico, Tapia – P.Hernández, Mac Allister                        |
| 20 sierpnia 1990 | Deportivo Mandiyú – CA Huracán 2:2 Torres(2) – Saturno, Mohamed mecz rozegrany został na stadionie klubu Huracán |
| 20 sierpnia 1990 | Racing Club de Avellaneda – Unión Santa Fe 2:2 Pérez, Andrada – V.Ramos(2)                                       |
| 20 sierpnia 1990 | Talleres Córdoba – Independiente 1:1 Vazquez – Airez                                                             |
| 20 sierpnia 1990 | Deportivo Español – River Plate 0:1 Sassone s                                                                    |
| 20 sierpnia 1990 | Ferro Carril Oeste – Gimnasia y Esgrima La Plata 0:0                                                             |
| 19 września 1990 | Club Atlético Lanús – Chaco For Ever Resistencia 1:3 Villagrán – Freyre, Tilico, Chilavert                       |
| 19 września 1990 | CA Vélez Sarsfield – Rosario Central 0:1 Santoro                                                                 |

### Apertura 2
| Data                 | Mecz                                                                                        |
| -------------------- | ------------------------------------------------------------------------------------------- |
| 27 sierpnia 1990     | Ferro Carril Oeste – Estudiantes La Plata 1:0 Suescum                                       |
| 27 sierpnia 1990     | Gimnasia y Esgrima La Plata – CA Vélez Sarsfield 0:0                                        |
| 27 sierpnia 1990     | Rosario Central – Deportivo Español 2:0 R.García, Gambier                                   |
| 27 sierpnia 1990     | Chaco For Ever Resistencia – Talleres Córdoba 2:0 Niveyro(2)                                |
| 27 sierpnia 1990     | Independiente – Racing Club de Avellaneda 1:1 Ubaldi – Pérez                                |
| 27 sierpnia 1990     | Unión Santa Fe – Deportivo Mandiyú 1:0 V.Ramos                                              |
| 27 sierpnia 1990     | CA Huracán – Boca Juniors 0:2 Latorre, Graciani                                             |
| 27 sierpnia 1990     | Argentinos Juniors – Newell’s Old Boys 0:0 mecz rozegrany został na stadionie klubu Atlanta |
| 27 sierpnia 1990     | CA Platense – San Lorenzo de Almagro 1:1 Scotto – Montenegro                                |
| 11 października 1990 | River Plate – Club Atlético Lanús 0:0                                                       |

### Apertura 3
| Data            | Mecz |
| --------------- | --- |
| 2 września 1990 | Estudiantes La Plata – CA Platense 1:1 Bello – Scotto                                                                                 |
| 2 września 1990 | San Lorenzo de Almagro – Argentinos Juniors 1:2 Videla – Cabrera, Rentera mecz rozegrany został na stadionie klubu Ferro Carril Oeste |
| 2 września 1990 | Newell’s Old Boys – CA Huracán 1:2 Berizzo – Saturno, Delgado                                                                         |
| 2 września 1990 | Boca Juniors – Unión Santa Fe 2:0 Graciani(2)                                                                                         |
| 2 września 1990 | Deportivo Mandiyú – Independiente 1:0 Olarticoechea mecz rozegrany został na stadionie klubu Huracán                                  |
| 2 września 1990 | Racing Club de Avellaneda – Chaco For Ever Resistencia 0:0                                                                            |
| 2 września 1990 | Talleres Córdoba – River Plate 1:2 Ruiz Díaz – Fernández(2)                                                                           |
| 2 września 1990 | Club Atlético Lanús – Rosario Central 0:2 Cuffaro Russo, Trivisono                                                                    |
| 2 września 1990 | Deportivo Español – Gimnasia y Esgrima La Plata 1:1 Albornoz – Amato                                                                  |
| 2 września 1990 | CA Vélez Sarsfield – Ferro Carril Oeste 1:0 Zárate                                                                                    |

### Apertura 4
| Data            | Mecz |
| --------------- | --- |
| 9 września 1990 | CA Vélez Sarsfield – Estudiantes La Plata 2:2 Lucca, E.González – Erbín, Craviotto                               |
| 9 września 1990 | Ferro Carril Oeste – Deportivo Español 0:0                                                                       |
| 9 września 1990 | Gimnasia y Esgrima La Plata – Club Atlético Lanús 2:3 Cordero, Ríos – Schurrer, Alonso, Villagrán                |
| 9 września 1990 | Rosario Central – Talleres Córdoba 2:1 Trivisono, D'Ascanio – Kenig                                              |
| 9 września 1990 | River Plate – Racing Club de Avellaneda 1:1 Fernández – Pérez                                                    |
| 9 września 1990 | Chaco For Ever Resistencia – Deportivo Mandiyú 2:0 Tavares, Blasón                                               |
| 9 września 1990 | Independiente – Boca Juniors 1:2 Giusti – Abramovich, Latorre                                                    |
| 9 września 1990 | Unión Santa Fe – Newell’s Old Boys 1:3 V.Ramos – Zamora, Tafarell, Fullana                                       |
| 9 września 1990 | CA Huracán – San Lorenzo de Almagro 0:0                                                                          |
| 9 września 1990 | Argentinos Juniors – CA Platense 1:2 Ortega – Ivanovich, Scotto mecz rozegrany został na stadionie klubu Atlanta |

### Apertura 5
| Data             | Mecz |
| ---------------- | --- |
| 16 września 1990 | Estudiantes La Plata – Argentinos Juniors 0:1 Ortega                                                                             |
| 16 września 1990 | CA Platense – CA Huracán 0:0 |
| 16 września 1990 | San Lorenzo de Almagro – Unión Santa Fe 2:1 Rinaldi, Videla – Borghi mecz rozegrany został na stadionie klubu Ferro Carril Oeste |
| 16 września 1990 | Newell’s Old Boys – Independiente 1:0 Ruffini                                                                                    |
| 16 września 1990 | Boca Juniors – Chaco For Ever Resistencia 0:0                                                                                    |
| 16 września 1990 | Deportivo Mandiyú – River Plate 2:1 L.Ramos(2) – Astrada mecz rozegrany został na stadionie klubu Huracán                        |
| 16 września 1990 | Racing Club de Avellaneda – Rosario Central 1:1 Pérez – Falaschi                                                                 |
| 16 września 1990 | Talleres Córdoba – Gimnasia y Esgrima La Plata 2:1 Montenegro, Vázquez – Odriozola                                               |
| 16 września 1990 | Club Atlético Lanús – Ferro Carril Oeste 0:1 Suescum                                                                             |
| 16 września 1990 | Deportivo Español – CA Vélez Sarsfield 1:1 Batista – Zárate                                                                      |

### Apertura 6
| Data             | Mecz |
| ---------------- | --- |
| 23 września 1990 | Deportivo Español – Estudiantes La Plata 1:2 Bevilaqua – Bello, Capria                                     |
| 23 września 1990 | CA Vélez Sarsfield – Club Atlético Lanús 2:0 Gareca, Luca                                                  |
| 23 września 1990 | Ferro Carril Oeste – Talleres Córdoba 4:1 D.González(2), Bianchi, Agonil – Kenig                           |
| 23 września 1990 | Gimnasia y Esgrima La Plata – Racing Club de Avellaneda 1:1 Amato – Lanzidei                               |
| 23 września 1990 | Rosario Central – Deportivo Mandiyú 1:1 Bisconti – L.Ramos                                                 |
| 23 września 1990 | River Plate – Boca Juniors 2:0 Higuaín, Da Silva                                                           |
| 23 września 1990 | Chaco For Ever Resistencia – Newell’s Old Boys 1:5 Baille – Pochettino, Zamora, Martino, Ruffini, Boldrini |
| 23 września 1990 | Independiente – San Lorenzo de Almagro 1:1 Artime – Zandoná                                                |
| 23 września 1990 | Unión Santa Fe – CA Platense 1:0 V.Ramos                                                                   |
| 23 września 1990 | CA Huracán – Argentinos Juniors 3:1 Mohamed, Delgado, Saturno – Hernández                                  |

### Apertura 7
| Data             | Mecz |
| ---------------- | --- |
| 30 września 1990 | Estudiantes La Plata – CA Huracán 1:1 Aredes – Saturno                                                                              |
| 30 września 1990 | Argentinos Juniors – Unión Santa Fe 1:0 Vidal González mecz rozegrany został na stadionie klubu Atlanta                             |
| 30 września 1990 | CA Platense – Independiente 3:1 Spontón, Scotto, Nannini – Bianco                                                                   |
| 30 września 1990 | San Lorenzo de Almagro – Chaco For Ever Resistencia 1:0 Reggiardo mecz rozegrany został na stadionie klubu Ferro Carril Oeste       |
| 30 września 1990 | Newell’s Old Boys – River Plate 0:1 Da Silva                                                                                        |
| 30 września 1990 | Boca Juniors – Rosario Central 1:2 C.Rodriguez – Uliambre, Bisconti                                                                 |
| 30 września 1990 | Deportivo Mandiyú – Gimnasia y Esgrima La Plata 3:0 L.Ramos, Olarticoechea, Torres mecz rozegrany został na stadionie klubu Huracán |
| 30 września 1990 | Racing Club de Avellaneda – Ferro Carril Oeste 0:0                                                                                  |
| 30 września 1990 | Talleres Córdoba – CA Vélez Sarsfield 1:0 E.Vazquez                                                                                 |
| 30 września 1990 | Club Atlético Lanús – Deportivo Español 0:2 Albornoz, Galván                                                                        |

### Apertura 8
| Data                | Mecz                                                                                |
| ------------------- | ----------------------------------------------------------------------------------- |
| 7 października 1990 | Unión Santa Fe – CA Huracán 1:3 C.González – Saturno, Mohamed(2)                    |
| 7 października 1990 | Chaco For Ever Resistencia – CA Platense 1:0 Cravero                                |
| 8 października 1990 | Club Atlético Lanús – Estudiantes La Plata 0:1 W.Luna                               |
| 8 października 1990 | Deportivo Español – Talleres Córdoba 1:2 Bevilaqua – Gasparini, Peralta             |
| 8 października 1990 | CA Vélez Sarsfield – Racing Club de Avellaneda 1:1 Ruggeri – Ortega Sánchez         |
| 8 października 1990 | Ferro Carril Oeste – Deportivo Mandiyú 2:1 Pobersnik, González – Quiroga            |
| 8 października 1990 | Gimnasia y Esgrima La Plata – Boca Juniors 0:0                                      |
| 8 października 1990 | Rosario Central – Newell’s Old Boys 3:4 Bisconti(3) – Gamboa, Zamora, Ruffini, Saez |
| 8 października 1990 | River Plate – San Lorenzo de Almagro 4:0 R.Castillo, Medina Bello(2), Da Silva      |
| 8 października 1990 | Independiente – Argentinos Juniors 1:1 Insúa – Rentera                              |

### Apertura 9
| Data                 | Mecz |
| -------------------- | --- |
| 14 października 1990 | Estudiantes La Plata – Unión Santa Fe 1:0 Peinado                                                                   |
| 14 października 1990 | CA Huracán – Independiente 0:1 Insúa                                                                                |
| 14 października 1990 | Argentinos Juniors – Chaco For Ever Resistencia 1:0 Vidal González mecz rozegrany został na stadionie klubu Atlanta |
| 14 października 1990 | CA Platense – River Plate 0:1 Astrada                                                                               |
| 14 października 1990 | San Lorenzo de Almagro – Rosario Central 0:0 mecz rozegrany został na stadionie klubu Ferro Carril Oeste            |
| 14 października 1990 | Newell’s Old Boys – Gimnasia y Esgrima La Plata 1:1 Zamora – García                                                 |
| 14 października 1990 | Boca Juniors – Ferro Carril Oeste 1:1 Batistuta – Cristofanelli                                                     |
| 14 października 1990 | Deportivo Mandiyú – CA Vélez Sarsfield 0:1 E.González mecz rozegrany został na stadionie klubu Huracán              |
| 14 października 1990 | Racing Club de Avellaneda – Deportivo Español 2:2 Ortega Sánchez, Zaccanti – Albornoz, Bevilaqua                    |
| 14 października 1990 | Talleres Córdoba – Club Atlético Lanús 2:1 Campagna, Chazarreta – Monje                                             |

### Apertura 10
| Data                 | Mecz                                                                                         |
| -------------------- | -------------------------------------------------------------------------------------------- |
| 19 października 1990 | Ferro Carril Oeste – Newell’s Old Boys 1:1 Cristofanelli – Boldrini                          |
| 20 października 1990 | Independiente – Unión Santa Fe 2:2 Alfaro Moreno(2) – V.Ramos(2)                             |
| 21 października 1990 | Talleres Córdoba – Estudiantes La Plata 1:2 Taverna – Peinado, Centurión                     |
| 21 października 1990 | Club Atlético Lanús – Racing Club de Avellaneda 1:4 Schurrer – Ortega Sánchez(2), Giménez(2) |
| 21 października 1990 | Deportivo Español – Deportivo Mandiyú 1:1 Enrique – Vallejos                                 |
| 21 października 1990 | CA Vélez Sarsfield – Boca Juniors 1:1 Acuńa – Moya                                           |
| 21 października 1990 | Gimnasia y Esgrima La Plata – San Lorenzo de Almagro 1:0 Cordero                             |
| 21 października 1990 | Rosario Central – CA Platense 2:0 Bisconti(2)                                                |
| 21 października 1990 | River Plate – Argentinos Juniors 1:2 Da Silva – Hernández(2)                                 |
| 21 października 1990 | Chaco For Ever Resistencia – CA Huracán 2:2 Chilavert, Falero – Mohamed, Saturno             |

### Apertura 11
| Data                 | Mecz |
| -------------------- | --- |
| 26 października 1990 | Newell’s Old Boys – CA Vélez Sarsfield 1:1 Gamboa – E.González                                                                  |
| 28 października 1990 | Estudiantes La Plata – Independiente 1:2 Centurión – Alfaro Moreno, Bianco                                                      |
| 28 października 1990 | Unión Santa Fe – Chaco For Ever Resistencia 1:2 D.Fernández – Chilavert(2)                                                      |
| 28 października 1990 | CA Huracán – River Plate 0:1 Da Silva                                                                                           |
| 28 października 1990 | Argentinos Juniors – Rosario Central 2:0 González, Mac Allister mecz rozegrany został na stadionie klubu Atlanta                |
| 28 października 1990 | CA Platense – Gimnasia y Esgrima La Plata 0:0                                                                                   |
| 28 października 1990 | San Lorenzo de Almagro – Ferro Carril Oeste 1:1 Rinaldi – G.González s mecz rozegrany został na stadionie klubu Vélez Sarsfield |
| 28 października 1990 | Boca Juniors – Deportivo Español 0:1 Enrique                                                                                    |
| 28 października 1990 | Racing Club de Avellaneda – Talleres Córdoba 1:3 Homann – Campagna(2), Ortiz                                                    |
| 30 października 1990 | Deportivo Mandiyú – Club Atlético Lanús 1:1 Barrios – Gurrieri mecz rozegrany został na stadionie klubu Huracán                 |

### Apertura 12
| Data             | Mecz |
| ---------------- | --- |
| 2 listopada 1990 | Rosario Central – CA Huracán 2:0 Santoro, Uliambre                                                       |
| 4 listopada 1990 | Racing Club de Avellaneda – Estudiantes La Plata 1:1 Paz – Craviotto                                     |
| 4 listopada 1990 | Talleres Córdoba – Deportivo Mandiyú 2:0 Montenegro, Taverna                                             |
| 4 listopada 1990 | Club Atlético Lanús – Boca Juniors 1:3 Schurrer – Pico, C.Rodriguez(2)                                   |
| 4 listopada 1990 | Deportivo Español – Newell’s Old Boys 0:2 Boldrini, Martino                                              |
| 4 listopada 1990 | CA Vélez Sarsfield – San Lorenzo de Almagro 0:0 mecz przerwany w 40 minucie – dokończony 11 grudnia 1990 |
| 4 listopada 1990 | Ferro Carril Oeste – CA Platense 2:2 Pobersnik, Agonil – Scotto(2)                                       |
| 4 listopada 1990 | Gimnasia y Esgrima La Plata – Argentinos Juniors 0:4 Ortega(2), Rentera, Cáceres                         |
| 4 listopada 1990 | River Plate – Unión Santa Fe 0:0                                                                         |
| 4 listopada 1990 | Chaco For Ever Resistencia – Independiente 0:1 Alfaro Moreno                                             |
| 11 grudnia 1990  | CA Vélez Sarsfield – San Lorenzo de Almagro 0:0 dokończenie pozostałych 50 minut z 4 listopada 1990      |

### Apertura 13
| Data              | Mecz |
| ----------------- | --- |
| 9 listopada 1990  | Unión Santa Fe – Rosario Central 2:0 V.Ramos, Rabuńal                                                                                 |
| 11 listopada 1990 | Estudiantes La Plata – Chaco For Ever Resistencia 1:0 Centurión                                                                       |
| 11 listopada 1990 | Independiente – River Plate 2:1 Ruiz Díaz, Alfaro Moreno – Medina Bello                                                               |
| 11 listopada 1990 | CA Huracán – Gimnasia y Esgrima La Plata 1:1 Mohamed – Mannarino                                                                      |
| 11 listopada 1990 | Argentinos Juniors – Ferro Carril Oeste 0:0 mecz rozegrany został na stadionie klubu Atlanta                                          |
| 11 listopada 1990 | CA Platense – CA Vélez Sarsfield 1:5 Nannini – Mancuso, Acosta, Zárate(2), E.González                                                 |
| 11 listopada 1990 | San Lorenzo de Almagro – Deportivo Español 2:1 Rinaldi, Tedini – Caviglia mecz rozegrany został na stadionie klubu Ferro Carril Oeste |
| 11 listopada 1990 | Newell’s Old Boys – Club Atlético Lanús 3:1 Pochettino, Zamora, Ruffini – Bianchi                                                     |
| 11 listopada 1990 | Boca Juniors – Talleres Córdoba 0:0                                                                                                   |
| 11 listopada 1990 | Deportivo Mandiyú – Racing Club de Avellaneda 1:0 L.Ramos mecz rozegrany został na stadionie klubu Huracán                            |

### Apertura 14
| Data              | Mecz                                                                                          |
| ----------------- | --------------------------------------------------------------------------------------------- |
| 18 listopada 1990 | Deportivo Mandiyú – Estudiantes La Plata 0:0 mecz rozegrany został na stadionie klubu Huracán |
| 18 listopada 1990 | Racing Club de Avellaneda – Boca Juniors 0:1 Sońora                                           |
| 18 listopada 1990 | Talleres Córdoba – Newell’s Old Boys 0:0                                                      |
| 18 listopada 1990 | Club Atlético Lanús – San Lorenzo de Almagro 0:0                                              |
| 18 listopada 1990 | Deportivo Español – CA Platense 3:1 Enrique, Iglesias, Parodi – Scotto                        |
| 18 listopada 1990 | CA Vélez Sarsfield – Argentinos Juniors 2:2 Acosta, E.González – Pérez, Ortega                |
| 18 listopada 1990 | Ferro Carril Oeste – CA Huracán 0:2 Delgado, Quiroz                                           |
| 18 listopada 1990 | Gimnasia y Esgrima La Plata – Unión Santa Fe 1:1 Hoyos – Llane                                |
| 18 listopada 1990 | Rosario Central – Independiente 1:0 Daniele                                                   |
| 18 listopada 1990 | River Plate – Chaco For Ever Resistencia 4:1 Da Silva(3), Silvani – Baille                    |

### Apertura 15
| Data              | Mecz |
| ----------------- | --- |
| 23 listopada 1990 | Unión Santa Fe – Ferro Carril Oeste 2:3 D.Fernández, V.Ramos – Pobersnik, V.Molina, Alegre                                |
| 25 listopada 1990 | Estudiantes La Plata – River Plate 0:2 Berti, Da Silva                                                                    |
| 25 listopada 1990 | Chaco For Ever Resistencia – Rosario Central 2:3 Saldivia, Freyre – Santoro(3)                                            |
| 25 listopada 1990 | Independiente – Gimnasia y Esgrima La Plata 1:1 Ubaldi – García                                                           |
| 25 listopada 1990 | CA Huracán – CA Vélez Sarsfield 1:2 Mohamed – E.González(2)                                                               |
| 25 listopada 1990 | Argentinos Juniors – Deportivo Español 2:0 Cabrera, Ortega mecz rozegrany został na stadionie klubu Atlanta               |
| 25 listopada 1990 | CA Platense – Club Atlético Lanús 0:1 Bertolini                                                                           |
| 25 listopada 1990 | San Lorenzo de Almagro – Talleres Córdoba 2:0 Castro, Rinaldi mecz rozegrany został na stadionie klubu Ferro Carril Oeste |
| 25 listopada 1990 | Newell’s Old Boys – Racing Club de Avellaneda 2:0 Ruffini, Martino                                                        |
| 25 listopada 1990 | Boca Juniors – Deportivo Mandiyú 2:2 Batistuta, Cesar – Marrero, L.Ramos                                                  |

### Apertura 16
| Data              | Mecz                                                                                               |
| ----------------- | -------------------------------------------------------------------------------------------------- |
| 30 listopada 1990 | Deportivo Mandiyú – Newell’s Old Boys 0:1 Ruffini mecz rozegrany został na stadionie klubu Huracán |
| 30 listopada 1990 | Racing Club de Avellaneda – San Lorenzo de Almagro 2:1 Lamadrid, Fiorotto – Castro                 |
| 30 listopada 1990 | Talleres Córdoba – CA Platense 0:2 Nannini, Scotto                                                 |
| 30 listopada 1990 | Club Atlético Lanús – Argentinos Juniors 1:0 Villagrán                                             |
| 30 listopada 1990 | CA Vélez Sarsfield – Unión Santa Fe 1:0 Acosta                                                     |
| 30 listopada 1990 | Ferro Carril Oeste – Independiente 1:0 Alegre                                                      |
| 30 listopada 1990 | Gimnasia y Esgrima La Plata – Chaco For Ever Resistencia 4:0 Mayor(2), Guendulain, Amato           |
| 30 listopada 1990 | Rosario Central – River Plate 2:2 Delgado, Bisconti – Higuaín, Medina Bello                        |
| 1 grudnia 1990    | Boca Juniors – Estudiantes La Plata 0:0                                                            |
| 1 grudnia 1990    | Deportivo Español – CA Huracán 1:1 Iglesias – Saturno                                              |

### Apertura 17
| Data           | Mecz |
| -------------- | --- |
| 7 grudnia 1990 | Estudiantes La Plata – Rosario Central 3:1 Trotta(2), Aredes – Gambier                                                        |
| 7 grudnia 1990 | River Plate – Gimnasia y Esgrima La Plata 1:0 Silvani                                                                         |
| 7 grudnia 1990 | Chaco For Ever Resistencia – Ferro Carril Oeste 1:1 Cariaga – Acosta                                                          |
| 7 grudnia 1990 | Independiente – CA Vélez Sarsfield 3:4 Alfaro Moreno, Lenguita, Ruiz Díaz – Zalazar, Mancuso, Zárate, E.González              |
| 7 grudnia 1990 | Unión Santa Fe – Deportivo Español 2:1 Fernández, Mauri – Bevilaqua                                                           |
| 7 grudnia 1990 | Argentinos Juniors – Talleres Córdoba 0:1 E.Vazquez mecz rozegrany został na stadionie klubu Atlanta                          |
| 7 grudnia 1990 | CA Platense – Racing Club de Avellaneda 0:0                                                                                   |
| 7 grudnia 1990 | San Lorenzo de Almagro – Deportivo Mandiyú 1:1 Reggiardo – Torres mecz rozegrany został na stadionie klubu Ferro Carril Oeste |
| 7 grudnia 1990 | Newell’s Old Boys – Boca Juniors 1:0 Gamboa                                                                                   |
| 9 grudnia 1990 | CA Huracán – Club Atlético Lanús 0:0                                                                                          |

### Apertura 18
| Data            | Mecz |
| --------------- | --- |
| 14 grudnia 1990 | Newell’s Old Boys – Estudiantes La Plata 2:0 Boldrini(2) |
| 14 grudnia 1990 | Boca Juniors – San Lorenzo de Almagro 0:1 Ferreyra mecz przerwany w 45 minucie z powodu chuligańskich wybryków kibiców obu drużyn dla obu drużyn mecz ten został uznany za przegrany z wynikiem 0:1 |
| 14 grudnia 1990 | Deportivo Mandiyú – CA Platense 1:2 Torres – Nannini(2) |
| 14 grudnia 1990 | Racing Club de Avellaneda – Argentinos Juniors 2:2 Paz, Fabbri – Vidal González, Rentera |
| 14 grudnia 1990 | Talleres Córdoba – CA Huracán 1:2 Taverna – Mohamed, Saturno |
| 14 grudnia 1990 | Club Atlético Lanús – Unión Santa Fe 0:0 |
| 14 grudnia 1990 | Deportivo Español – Independiente 0:2 Alfaro Moreno(2) |
| 14 grudnia 1990 | CA Vélez Sarsfield – Chaco For Ever Resistencia 1:2 Gareca – Ortola, Cariaga |
| 14 grudnia 1990 | Ferro Carril Oeste – River Plate 0:3 Silvani, Da Silva, Medina Bello |
| 14 grudnia 1990 | Gimnasia y Esgrima La Plata – Rosario Central 1:1 Ríos – Cuffaro Russo |

### Apertura 19
| Data            | Mecz |
| --------------- | --- |
| 21 grudnia 1990 | Chaco For Ever Resistencia – Deportivo Español 0:2 Bevilaqua, Albornoz                                                       |
| 21 grudnia 1990 | Argentinos Juniors – Deportivo Mandiyú 1:0 Cabrera mecz rozegrany został na stadionie klubu Atlanta                          |
| 22 grudnia 1990 | Estudiantes La Plata – Gimnasia y Esgrima La Plata 0:0                                                                       |
| 22 grudnia 1990 | Rosario Central – Ferro Carril Oeste 0:1 Alegre                                                                              |
| 22 grudnia 1990 | River Plate – CA Vélez Sarsfield 1:2 Da Silva – Gareca, E.González                                                           |
| 22 grudnia 1990 | Independiente – Club Atlético Lanús 1:0 Insúa                                                                                |
| 22 grudnia 1990 | Unión Santa Fe – Talleres Córdoba 4:4 Ramos(2), Toresani, Rabuńal – Kenig(2), Taverna, Vazquez                               |
| 22 grudnia 1990 | CA Huracán – Racing Club de Avellaneda 0:0                                                                                   |
| 22 grudnia 1990 | CA Platense – Boca Juniors 1:0 Scotto                                                                                        |
| 22 grudnia 1990 | San Lorenzo de Almagro – Newell’s Old Boys 1:1 Zandoná – Ruffini mecz rozegrany został na stadionie klubu Ferro Carril Oeste |

### Tabela końcowa Apertura 1990/1991
Zwycięstwo w turnieju Apertura dawało prawo gry o tytuł mistrza Argentyny.
| Poz | Klub                        | Mecze | Zw | Rem | Por | Pkt | BrZd | BrStr |
| --- | --------------------------- | ----- | -- | --- | --- | --- | ---- | ----- |
| 1   | Newell’s Old Boys           | 19    | 11 | 6   | 2   | 28  | 30   | 13    |
| 2   | River Plate                 | 19    | 11 | 4   | 4   | 26  | 29   | 13    |
| 3   | CA Vélez Sarsfield          | 19    | 8  | 8   | 3   | 24  | 27   | 18    |
| 4   | Argentinos Juniors          | 19    | 9  | 5   | 5   | 23  | 25   | 17    |
| 5   | Rosario Central             | 19    | 9  | 5   | 5   | 23  | 26   | 21    |
| 6   | Ferro Carril Oeste          | 19    | 7  | 9   | 3   | 23  | 19   | 16    |
| 7   | Estudiantes La Plata        | 19    | 6  | 8   | 5   | 20  | 17   | 17    |
| 8   | Boca Juniors                | 19    | 6  | 7   | 6   | 19  | 18   | 16    |
| 9   | CA Huracán                  | 19    | 5  | 9   | 5   | 19  | 20   | 19    |
| 10  | Independiente               | 19    | 6  | 6   | 7   | 18  | 21   | 22    |
| 11  | San Lorenzo de Almagro      | 19    | 4  | 10  | 5   | 18  | 15   | 18    |
| 12  | Talleres Córdoba            | 19    | 7  | 4   | 9   | 18  | 23   | 27    |
| 13  | Racing Club de Avellaneda   | 19    | 2  | 13  | 4   | 17  | 19   | 21    |
| 14  | Gimnasia y Esgrima La Plata | 19    | 2  | 12  | 5   | 16  | 15   | 20    |
| 15  | CA Platense                 | 19    | 5  | 6   | 8   | 16  | 16   | 22    |
| 16  | Chaco For Ever Resistencia  | 19    | 6  | 4   | 9   | 16  | 19   | 28    |
| 17  | Deportivo Mandiyú           | 19    | 4  | 7   | 8   | 15  | 17   | 21    |
| 18  | Deportivo Español           | 19    | 4  | 6   | 9   | 14  | 18   | 24    |
| 19  | Unión Santa Fe              | 19    | 4  | 5   | 9   | 13  | 21   | 28    |
| 20  | Club Atlético Lanús         | 19    | 3  | 5   | 11  | 11  | 11   | 27    |

## Torneo Clausura 1990/1991

### Clausura 1
| Data           | Mecz |
| -------------- | --- |
| 22 lutego 1991 | Unión Santa Fe – Racing Club de Avellaneda 3:1 Toresani(2), D.Fernández – C.García                                                        |
| 22 lutego 1991 | Rosario Central – CA Vélez Sarsfield 1:1 Andrade – E.González                                                                             |
| 24 lutego 1991 | San Lorenzo de Almagro – Estudiantes La Plata 2:1 Matosas, Czornomaz – Capria mecz rozegrany został na stadionie klubu Ferro Carril Oeste |
| 24 lutego 1991 | CA Platense – Newell’s Old Boys 0:2 Zamora, Pochettino                                                                                    |
| 24 lutego 1991 | Argentinos Juniors – Boca Juniors 1:3 Coloccini – Latorre(2), Batistuta mecz rozegrany został na stadionie klubu Vélez Sarsfield          |
| 24 lutego 1991 | CA Huracán – Deportivo Mandiyú 0:2 Barrios, Torres                                                                                        |
| 24 lutego 1991 | Independiente – Talleres Córdoba 2:1 Rudman, Craviotto – Kenig                                                                            |
| 24 lutego 1991 | Chaco For Ever Resistencia – Club Atlético Lanús 1:3 Niveyro – F.García, Cańete, Angelello                                                |
| 24 lutego 1991 | River Plate – Deportivo Español 1:0 Medina Bello                                                                                          |
| 24 lutego 1991 | Gimnasia y Esgrima La Plata – Ferro Carril Oeste 1:1 Cordero – Cristofanelli                                                              |

### Clausura 2
| Data         | Mecz |
| ------------ | --- |
| 3 marca 1991 | Estudiantes La Plata – Ferro Carril Oeste 1:0 Aredes                                                          |
| 3 marca 1991 | CA Vélez Sarsfield – Gimnasia y Esgrima La Plata 3:1 Zalazar(2), Gareca – Merlo                               |
| 3 marca 1991 | Deportivo Español – Rosario Central 2:2 Bevilacqua, Peralta – Bisconti, Úbeda                                 |
| 3 marca 1991 | Club Atlético Lanús – River Plate 1:1 Cańete – Berti mecz rozegrany został na stadionie klubu Banfield        |
| 3 marca 1991 | Talleres Córdoba – Chaco For Ever Resistencia 2:1 Kenig, E.Vázquez – Tilico                                   |
| 3 marca 1991 | Racing Club de Avellaneda – Independiente 0:0                                                                 |
| 3 marca 1991 | Deportivo Mandiyú – Unión Santa Fe 2:0 Olarticoechea, Torres mecz rozegrany został na stadionie klubu Huracán |
| 3 marca 1991 | Boca Juniors – CA Huracán 2:0 Batistuta(2)                                                                    |
| 3 marca 1991 | Newell’s Old Boys – Argentinos Juniors 3:1 Franco, Ruffini(2) – Mogrovejo                                     |
| 3 marca 1991 | San Lorenzo de Almagro – CA Platense 0:0 mecz rozegrany został na stadionie klubu Ferro Carril Oeste          |

### Clausura 3
| Data          | Mecz |
| ------------- | --- |
| 8 marca 1991  | Unión Santa Fe – Boca Juniors 0:4 Latorre(2), Batistuta(2)                                                                         |
| 10 marca 1991 | CA Platense – Estudiantes La Plata 1:0 Capozucchi                                                                                  |
| 10 marca 1991 | Argentinos Juniors – San Lorenzo de Almagro 1:2 Vidal González – Céliz, Ballarino mecz rozegrany został na stadionie klubu Atlanta |
| 10 marca 1991 | CA Huracán – Newell’s Old Boys 1:1 J.López – Zamora                                                                                |
| 10 marca 1991 | Independiente – Deportivo Mandiyú 1:0 Alfaro Moreno                                                                                |
| 10 marca 1991 | Chaco For Ever Resistencia – Racing Club de Avellaneda 0:0                                                                         |
| 10 marca 1991 | River Plate – Talleres Córdoba 2:0 Berti(2)                                                                                        |
| 10 marca 1991 | Rosario Central – Club Atlético Lanús 1:2 Madelón – Villagrán, Iglesias                                                            |
| 10 marca 1991 | Gimnasia y Esgrima La Plata – Deportivo Español 2:1 Cordero, Amato – Bevilacqua                                                    |
| 10 marca 1991 | Ferro Carril Oeste – CA Vélez Sarsfield 0:1 Gareca                                                                                 |

### Clausura 4
| Data          | Mecz |
| ------------- | --- |
| 17 marca 1991 | Estudiantes La Plata – CA Vélez Sarsfield 2:1 Mac Allister, Capria – E. Gónzalez                            |
| 17 marca 1991 | Deportivo Español – Ferro Carril Oeste 1:1 Parodi – Cristofanelli                                           |
| 17 marca 1991 | Club Atlético Lanús – Gimnasia y Esgrima La Plata 0:0 mecz rozegrany został na stadionie klubu Banfield     |
| 17 marca 1991 | Talleres Córdoba – Rosario Central 1:0 E.Vázquez                                                            |
| 17 marca 1991 | Racing Club de Avellaneda – River Plate 5:2 Borelli, Carranza(2), C.García(2) – Berti, Da Silva             |
| 17 marca 1991 | Deportivo Mandiyú – Chaco For Ever Resistencia 2:0 Ramos, Perdomo                                           |
| 17 marca 1991 | Boca Juniors – Independiente 0:0                                                                            |
| 17 marca 1991 | Newell’s Old Boys – Unión Santa Fe 1:1 Berizzo – D.Fernández                                                |
| 17 marca 1991 | San Lorenzo de Almagro – CA Huracán 0:1 Herrero mecz rozegrany został na stadionie klubu Ferro Carril Oeste |
| 17 marca 1991 | CA Platense – Argentinos Juniors 1:1 Spontón – Favaro                                                       |

### Clausura 5
| Data          | Mecz |
| ------------- | --- |
| 24 marca 1991 | Argentinos Juniors – Estudiantes La Plata 3:2 Cagna(2), Trapasso – Trotta, Aredes mecz rozegrany został na stadionie klubu Atlanta |
| 24 marca 1991 | CA Huracán – CA Platense 1:0 De Felipe                                                                                             |
| 24 marca 1991 | Unión Santa Fe – San Lorenzo de Almagro 0:2 L.Rodríguez, Ferreyra                                                                  |
| 24 marca 1991 | Independiente – Newell’s Old Boys 1:0 Ubaldi                                                                                       |
| 24 marca 1991 | Chaco For Ever Resistencia – Boca Juniors 0:0                                                                                      |
| 24 marca 1991 | River Plate – Deportivo Mandiyú 2:2 Borrelli(2) – Barrios(2)                                                                       |
| 24 marca 1991 | Rosario Central – Racing Club de Avellaneda 0:1 Fleita                                                                             |
| 24 marca 1991 | Gimnasia y Esgrima La Plata – Talleres Córdoba 4:3 Mannarino, Piaggio, Cordero, Amato – Bonetto, E.Vázquez, Montenegro             |
| 24 marca 1991 | Ferro Carril Oeste – Club Atlético Lanús 0:0                                                                                       |
| 24 marca 1991 | CA Vélez Sarsfield – Deportivo Español 1:2 E.González – Bevilacqua, Albornoz                                                       |

### Clausura 6
| Data          | Mecz |
| ------------- | --- |
| 31 marca 1991 | Estudiantes La Plata – Deportivo Español 3:1 Sáez(3) – Albornoz                                             |
| 31 marca 1991 | Club Atlético Lanús – CA Vélez Sarsfield 0:0 mecz rozegrany został na stadionie klubu Banfield              |
| 31 marca 1991 | Talleres Córdoba – Ferro Carril Oeste 2:1 Kenig, Kesmann – Bianchi                                          |
| 31 marca 1991 | Racing Club de Avellaneda – Gimnasia y Esgrima La Plata 2:1 R.Paz(2) – Amato                                |
| 31 marca 1991 | Deportivo Mandiyú – Rosario Central 1:0 Barrios mecz rozegrany został na stadionie klubu Huracán            |
| 31 marca 1991 | Boca Juniors – River Plate 1:0 Latorre                                                                      |
| 31 marca 1991 | Newell’s Old Boys – Chaco For Ever Resistencia 1:0 Boldrini                                                 |
| 31 marca 1991 | San Lorenzo de Almagro – Independiente 1:0 Matosas mecz rozegrany został na stadionie klubu Vélez Sarsfield |
| 31 marca 1991 | CA Platense – Unión Santa Fe 1:1 Orellano – Toresani                                                        |
| 31 marca 1991 | Argentinos Juniors – CA Huracán 0:0 mecz rozegrany został na stadionie klubu Atlanta                        |

### Clausura 7
| Data            | Mecz                                                                                    |
| --------------- | --------------------------------------------------------------------------------------- |
| 4 kwietnia 1991 | CA Huracán – Estudiantes La Plata 0:0                                                   |
| 4 kwietnia 1991 | Unión Santa Fe – Argentinos Juniors 3:1 Toresani(2), V.Ramos – Vidal González           |
| 4 kwietnia 1991 | Independiente – CA Platense 5:1 Bianco(2), Ubaldi, Craviotto, Alfaro Moreno – Nannini   |
| 4 kwietnia 1991 | Chaco For Ever Resistencia – San Lorenzo de Almagro 0:0                                 |
| 4 kwietnia 1991 | River Plate – Newell’s Old Boys 1:1 H.Díaz – Berizzo                                    |
| 4 kwietnia 1991 | Rosario Central – Boca Juniors 1:1 Falaschi – Batistuta                                 |
| 4 kwietnia 1991 | Gimnasia y Esgrima La Plata – Deportivo Mandiyú 1:1 Amato – Torres                      |
| 4 kwietnia 1991 | Ferro Carril Oeste – Racing Club de Avellaneda 1:1 Bianchi – Selenzo                    |
| 4 kwietnia 1991 | CA Vélez Sarsfield – Talleres Córdoba 2:1 Bassedas, O.Acosta – E.Vázquez                |
| 4 kwietnia 1991 | Deportivo Español – Club Atlético Lanús 2:3 Parodi, Bevilacqua – Iglesias(2), Villagrán |

### Clausura 8
| Data             | Mecz |
| ---------------- | --- |
| 14 kwietnia 1991 | Estudiantes La Plata – Club Atlético Lanús 0:1 Iglesias                                                                                  |
| 14 kwietnia 1991 | Talleres Córdoba – Deportivo Español 2:2 Kenig, Bonetto-Luongo, Bevilacqua                                                               |
| 14 kwietnia 1991 | Racing Club de Avellaneda – CA Vélez Sarsfield 2:0 Ortega Sánchez, Fleita                                                                |
| 14 kwietnia 1991 | Deportivo Mandiyú – Ferro Carril Oeste 0:0 mecz rozegrany został na stadionie klubu Huracán                                              |
| 14 kwietnia 1991 | Boca Juniors – Gimnasia y Esgrima La Plata 2:0 Pico, Sońora                                                                              |
| 14 kwietnia 1991 | Newell’s Old Boys – Rosario Central 4:0 Pochettino, Cozzoni(2), Garfagnoli mecz przerwany w 86 minucue – wynik zachowano                 |
| 14 kwietnia 1991 | San Lorenzo de Almagro – River Plate 2:2 Rinaldi, Zandoná – Rossi, Medina Bello mecz rozegrany został na stadionie klubu Vélez Sarsfield |
| 14 kwietnia 1991 | CA Platense – Chaco For Ever Resistencia 1:1 D.Díaz – Cruz                                                                               |
| 14 kwietnia 1991 | Argentinos Juniors – Independiente 1:1 Vidal González – Craviotto mecz rozegrany został na stadionie klubu Atlanta                       |
| 14 kwietnia 1991 | CA Huracán – Unión Santa Fe 1:1 H.Morales – V.Ramos                                                                                      |

### Clausura 9
| Data             | Mecz |
| ---------------- | --- |
| 21 kwietnia 1991 | Unión Santa Fe – Estudiantes La Plata 1:1 Cometto – Trotta                                                                         |
| 21 kwietnia 1991 | Independiente – CA Huracán 1:0 Cúper s                                                                                             |
| 21 kwietnia 1991 | Chaco For Ever Resistencia – Argentinos Juniors 1:0 Quińones                                                                       |
| 21 kwietnia 1991 | River Plate – CA Platense 0:0 |
| 21 kwietnia 1991 | Rosario Central – San Lorenzo de Almagro 2:1 Bisconti, Gambier – L.Rodríguez                                                       |
| 21 kwietnia 1991 | Gimnasia y Esgrima La Plata – Newell’s Old Boys 0:0                                                                                |
| 21 kwietnia 1991 | Ferro Carril Oeste – Boca Juniors 0:0                                                                                              |
| 21 kwietnia 1991 | CA Vélez Sarsfield – Deportivo Mandiyú 1:1 Bidevich – L.Ramos                                                                      |
| 21 kwietnia 1991 | Deportivo Español – Racing Club de Avellaneda 1:2 J.L.Rodríguez – R.Paz, C.García mecz rozegrany został na stadionie klubu Huracán |
| 21 kwietnia 1991 | Club Atlético Lanús – Talleres Córdoba 0:2 Fornero, Rivadero mecz rozegrany został na stadionie klubu Banfield                     |

### Clausura 10
| Data             | Mecz |
| ---------------- | --- |
| 28 kwietnia 1991 | Estudiantes La Plata – Talleres Córdoba 2:0 Peinado, Mac Allister                                                                                  |
| 28 kwietnia 1991 | Racing Club de Avellaneda – Club Atlético Lanús 2:1 Carranza, C.García – Angelello                                                                 |
| 28 kwietnia 1991 | Deportivo Mandiyú – Deportivo Español 1:0 Barrios mecz rozegrany został na stadionie klubu Huracán                                                 |
| 28 kwietnia 1991 | Boca Juniors – CA Vélez Sarsfield 2:0 Graciani, Batistuta                                                                                          |
| 28 kwietnia 1991 | Newell’s Old Boys – Ferro Carril Oeste 3:0 Berizzo, Pochettino, Boldrini                                                                           |
| 28 kwietnia 1991 | San Lorenzo de Almagro – Gimnasia y Esgrima La Plata 2:1 R.García, Ahmed – P.Fernández mecz rozegrany został na stadionie klubu Ferro Carril Oeste |
| 28 kwietnia 1991 | CA Platense – Rosario Central 0:0 |
| 28 kwietnia 1991 | Argentinos Juniors – River Plate 1:1 P.Hernández – Medina Bello mecz rozegrany został na stadionie klubu Atlanta                                   |
| 28 kwietnia 1991 | CA Huracán – Chaco For Ever Resistencia 4:3 Borghi, Saturno(2), H.Morales – Taffarel, Cruz, Tilico                                                 |
| 28 kwietnia 1991 | Unión Santa Fe – Independiente 0:0 |

### Clausura 11
| Data        | Mecz                                                                                           |
| ----------- | ---------------------------------------------------------------------------------------------- |
| 5 maja 1991 | Independiente – Estudiantes La Plata 1:1 Alfaro Moreno – Mac Allister                          |
| 5 maja 1991 | Chaco For Ever Resistencia – Unión Santa Fe 2:2 Chilavert, Cruz – D.Fernández, Ingrao          |
| 5 maja 1991 | River Plate – CA Huracán 0:0                                                                   |
| 5 maja 1991 | Rosario Central – Argentinos Juniors 2:1 Russo, Boggio – J.Ortega                              |
| 5 maja 1991 | Gimnasia y Esgrima La Plata – CA Platense 0:0                                                  |
| 5 maja 1991 | Ferro Carril Oeste – San Lorenzo de Almagro 0:2 Czornomaz, R.O.García                          |
| 5 maja 1991 | CA Vélez Sarsfield – Newell’s Old Boys 3:1 E.González, Gareca(2) – Cozzoni                     |
| 5 maja 1991 | Deportivo Español – Boca Juniors 0:1 Graciani mecz rozegrany został na stadionie klubu Huracán |
| 5 maja 1991 | Club Atlético Lanús – Deportivo Mandiyú 0:0                                                    |
| 5 maja 1991 | Talleres Córdoba – Racing Club de Avellaneda 1:1 Ruiz Díaz – C.García                          |

### Clausura 12
| Data         | Mecz |
| ------------ | --- |
| 11 maja 1991 | Estudiantes La Plata – Racing Club de Avellaneda 0:1 Fleita |
| 11 maja 1991 | Deportivo Mandiyú – Talleres Córdoba 2:1 Restelli, L.Ramos – Ruiz Díaz mecz rozegrany został na stadionie klubu Huracán                                           |
| 11 maja 1991 | Boca Juniors – Club Atlético Lanús 1:0 Pico |
| 11 maja 1991 | Newell’s Old Boys – Deportivo Español 0:0 |
| 11 maja 1991 | San Lorenzo de Almagro – CA Vélez Sarsfield 4:1 L.Rodríguez, R.O.García, Czornomaz, Zandoná – Zalazar mecz rozegrany został na stadionie klubu Ferro Carril Oeste |
| 11 maja 1991 | CA Platense – Ferro Carril Oeste 0:0 |
| 11 maja 1991 | Argentinos Juniors – Gimnasia y Esgrima La Plata 3:1 Mac Allister, P.Hernández, Cagna – Galvagni mecz rozegrany został na stadionie klubu Atlanta                 |
| 11 maja 1991 | CA Huracán – Rosario Central 3:0 Mohamed, Saturno, H.Morales |
| 11 maja 1991 | Unión Santa Fe – River Plate 1:1 Ingrao – Da Silva |
| 11 maja 1991 | Independiente – Chaco For Ever Resistencia 1:1 Villarreal – Taffarel                                                                                              |

### Clausura 13
| Mecze: 18 maja – 19 maja 1991                                                                                  |
| --- |
| Chaco For Ever Resistencia – Estudiantes La Plata 0:0                                                          |
| River Plate – Independiente 1:1 Monzón s – Leeb                                                                |
| Rosario Central – Unión Santa Fe 0:0                                                                           |
| Gimnasia y Esgrima La Plata – CA Huracán 1:0 Amato                                                             |
| Ferro Carril Oeste – Argentinos Juniors 2:2 Biazotti, Pobersnik – P.Hernández, Ortega                          |
| CA Vélez Sarsfield – CA Platense 2:0 Zalazar, Gareca                                                           |
| Deportivo Español – San Lorenzo de Almagro 2:0 Parodi, Galván mecz rozegrany został na stadionie klubu Huracán |
| Club Atlético Lanús – Newell’s Old Boys 1:0 Villagrán mecz rozegrany został na stadionie klubu Banfield        |
| Talleres Córdoba – Boca Juniors 1:2 Ruiz Díaz – Latorre, Graciani                                              |
| Racing Club de Avellaneda – Deportivo Mandiyú 2:0 R.Paz, C.García                                              |

### Clausura 14
| Data           | Mecz |
| -------------- | --- |
| 2 czerwca 1991 | Estudiantes La Plata – Deportivo Mandiyú 0:1 Mendoza                                                                   |
| 2 czerwca 1991 | Boca Juniors – Racing Club de Avellaneda 6:1 Batistuta(3), Latorre(2), Graciani – Ortega Sánchez                       |
| 2 czerwca 1991 | Newell’s Old Boys – Talleres Córdoba 2:1 Cozzoni(2) – Fornero                                                          |
| 2 czerwca 1991 | San Lorenzo de Almagro – Club Atlético Lanús 1:0 Czornomaz mecz rozegrany został na stadionie klubu Ferro Carril Oeste |
| 2 czerwca 1991 | CA Platense – Deportivo Español 1:0 Orellano                                                                           |
| 2 czerwca 1991 | Argentinos Juniors – CA Vélez Sarsfield 0:3 E.González(2), Acuńa mecz rozegrany został na stadionie klubu Atlanta      |
| 2 czerwca 1991 | CA Huracán – Ferro Carril Oeste 1:0 Saturno                                                                            |
| 2 czerwca 1991 | Unión Santa Fe – Gimnasia y Esgrima La Plata 1:1 V.Ramos – Galvagni                                                    |
| 2 czerwca 1991 | Independiente – Rosario Central 1:2 Rudman – Bisconti, Uliambre                                                        |
| 2 czerwca 1991 | Chaco For Ever Resistencia – River Plate 1:3 Cruz – Silvani, Claut, Berti                                              |

### Clausura 15
| Data            | Mecz |
| --------------- | --- |
| 12 czerwca 1991 | River Plate – Estudiantes La Plata 0:1 Sáez                                                                        |
| 12 czerwca 1991 | Rosario Central – Chaco For Ever Resistencia 1:0 Santoro                                                           |
| 12 czerwca 1991 | Gimnasia y Esgrima La Plata – Independiente 2:1 Mannarino, Odriozola – Rudman                                      |
| 12 czerwca 1991 | Ferro Carril Oeste – Unión Santa Fe 2:0 Pobersnik, Biazotti                                                        |
| 12 czerwca 1991 | CA Vélez Sarsfield – CA Huracán 1:1 Zalazar – Saturno                                                              |
| 12 czerwca 1991 | Deportivo Español – Argentinos Juniors 1:0 J.L.Rodríguez                                                           |
| 12 czerwca 1991 | Club Atlético Lanús – CA Platense 0:0 mecz przerwany w 46 minucie – wynik zachowano                                |
| 12 czerwca 1991 | Talleres Córdoba – San Lorenzo de Almagro 3:4 E.Vázquez, Kenig, Ruiz Díaz – Zandoná, Céliz, Reggiardo, L.Rodríguez |
| 12 czerwca 1991 | Racing Club de Avellaneda – Newell’s Old Boys 1:0 Ortega Sánchez                                                   |
| 12 czerwca 1991 | Deportivo Mandiyú – Boca Juniors 1:2 Mendoza – Tapia, Sońora mecz rozegrany został na stadionie klubu Huracán      |

### Clausura 16
| Data           | Mecz |
| -------------- | --- |
| 7 czerwca 1991 | Estudiantes La Plata – Boca Juniors 0:0 mecz rozegrany został na stadionie klubu Vélez Sarsfield                                                      |
| 9 czerwca 1991 | Newell’s Old Boys – Deportivo Mandiyú 1:1 Roldán – Mendoza                                                                                            |
| 9 czerwca 1991 | San Lorenzo de Almagro – Racing Club de Avellaneda 2:1 Ballarino, Czornomaz – Ortega Sánchez mecz rozegrany został na stadionie klubu Vélez Sarsfield |
| 9 czerwca 1991 | CA Platense – Talleres Córdoba 2:0 Scotto, Spontón |
| 9 czerwca 1991 | Argentinos Juniors – Club Atlético Lanús 0:0 mecz rozegrany został na stadionie klubu Atlanta                                                         |
| 9 czerwca 1991 | CA Huracán – Deportivo Español 0:4 Albornoz(3), Parodi                                                                                                |
| 9 czerwca 1991 | Unión Santa Fe – CA Vélez Sarsfield 2:2 V.Ramos, D.Fernández – Gareca, E.González                                                                     |
| 9 czerwca 1991 | Independiente – Ferro Carril Oeste 1:1 Artime – Bianchi                                                                                               |
| 9 czerwca 1991 | Chaco For Ever Resistencia – Gimnasia y Esgrima La Plata 0:0                                                                                          |
| 9 czerwca 1991 | River Plate – Rosario Central 1:0 Da Silva |

### Clausura 17
| Data            | Mecz |
| --------------- | --- |
| 16 czerwca 1991 | Rosario Central – Estudiantes La Plata 2:2 Gambier, Bisconti – Falaschi s, Aredes                                                |
| 16 czerwca 1991 | Gimnasia y Esgrima La Plata – River Plate 0:0                                                                                    |
| 16 czerwca 1991 | Ferro Carril Oeste – Chaco For Ever Resistencia 4:2 Pobersnik(3), Biazotti – Tilico, Cruz                                        |
| 16 czerwca 1991 | CA Vélez Sarsfield – Independiente 1:1 E.Gonzáelez – Artime                                                                      |
| 16 czerwca 1991 | Deportivo Español – Unión Santa Fe 1:1 Parodi – Fernández                                                                        |
| 16 czerwca 1991 | Club Atlético Lanús – CA Huracán 0:0 mecz rozegrany został na stadionie klubu Banfield                                           |
| 16 czerwca 1991 | Talleres Córdoba – Argentinos Juniors 2:3 Rivadero, F.Fernández – Pereyra, Trapasso, Ortega                                      |
| 16 czerwca 1991 | Racing Club de Avellaneda – CA Platense 0:2 Spontón, Capozucchi                                                                  |
| 16 czerwca 1991 | Deportivo Mandiyú – San Lorenzo de Almagro 1:2 Marrero – L.Rodríguez, Czornomaz mecz rozegrany został na stadionie klubu Huracán |
| 16 czerwca 1991 | Boca Juniors – Newell’s Old Boys 1:0 Hrabina                                                                                     |

### Clausura 18
| Data            | Mecz                                                                                                |
| --------------- | --------------------------------------------------------------------------------------------------- |
| 23 czerwca 1991 | Estudiantes La Plata – Newell’s Old Boys 0:0                                                        |
| 23 czerwca 1991 | San Lorenzo de Almagro – Boca Juniors 1:1 L.Rodríguez – Pico                                        |
| 23 czerwca 1991 | CA Platense – Deportivo Mandiyú 0:0                                                                 |
| 23 czerwca 1991 | Argentinos Juniors – Racing Club de Avellaneda 0:0 mecz rozegrany został na stadionie klubu Atlanta |
| 23 czerwca 1991 | CA Huracán – Talleres Córdoba 1:0 Mohamed                                                           |
| 23 czerwca 1991 | Unión Santa Fe – Club Atlético Lanús 3:2 Cabrol, V.Ramos, Talarico – Alonso(2)                      |
| 23 czerwca 1991 | Independiente – Deportivo Español 3:1 Garnero(2), Artime – Parodi                                   |
| 23 czerwca 1991 | Chaco For Ever Resistencia – CA Vélez Sarsfield 1:1 Taffarel – Zalazar                              |
| 23 czerwca 1991 | River Plate – Ferro Carril Oeste 1:1 Silvani – Pobersnik                                            |
| 23 czerwca 1991 | Rosario Central – Gimnasia y Esgrima La Plata 0:0                                                   |

### Clausura 19
| Data            | Mecz |
| --------------- | --- |
| 30 czerwca 1991 | Gimnasia y Esgrima La Plata – Estudiantes La Plata 0:2 Aredes, Mac Allister                                  |
| 30 czerwca 1991 | Ferro Carril Oeste – Rosario Central 1:1 Biazotti – Galloni                                                  |
| 30 czerwca 1991 | CA Vélez Sarsfield – River Plate 1:0 E.González                                                              |
| 30 czerwca 1991 | Deportivo Español – Chaco For Ever Resistencia 1:1 Barrella – Taffarel                                       |
| 30 czerwca 1991 | Club Atlético Lanús – Independiente 1:1 Alonso – Craviotto mecz rozegrany został na stadionie klubu Banfield |
| 30 czerwca 1991 | Talleres Córdoba – Unión Santa Fe 1:1 Bonetto – Ingrao                                                       |
| 30 czerwca 1991 | Racing Club de Avellaneda – CA Huracán 0:2 H.Morales, Saturno                                                |
| 30 czerwca 1991 | Deportivo Mandiyú – Argentinos Juniors 2:0 L.Ramos, Mendoza mecz rozegrany został na stadionie klubu Huracán |
| 30 czerwca 1991 | Boca Juniors – CA Platense 3:0 Batistuta, Latorre, Pico                                                      |
| 30 czerwca 1991 | Newell’s Old Boys – San Lorenzo de Almagro 1:1 Cozzoni – Czornomaz                                           |

### Tabela końcowa Clausura 1990/1991
Zwycięstwo w turnieju Clausura dawało prawo gry o tytuł mistrza Argentyny.
| Poz | Klub                        | Mecze | Zw | Rem | Por | Pkt | BrZd | BrStr |
| --- | --------------------------- | ----- | -- | --- | --- | --- | ---- | ----- |
| 1   | Boca Juniors                | 19    | 13 | 6   | 0   | 32  | 32   | 6     |
| 2   | San Lorenzo de Almagro      | 19    | 11 | 5   | 3   | 27  | 29   | 18    |
| 3   | Deportivo Mandiyú           | 19    | 8  | 7   | 4   | 23  | 20   | 13    |
| 4   | Racing Club de Avellaneda   | 19    | 9  | 5   | 5   | 23  | 23   | 22    |
| 5   | Independiente               | 19    | 6  | 10  | 3   | 22  | 22   | 15    |
| 6   | CA Vélez Sarsfield          | 19    | 7  | 7   | 5   | 21  | 25   | 22    |
| 7   | CA Huracán                  | 19    | 7  | 7   | 5   | 21  | 16   | 16    |
| 8   | Newell’s Old Boys           | 19    | 6  | 8   | 5   | 20  | 21   | 14    |
| 9   | Estudiantes La Plata        | 19    | 6  | 7   | 6   | 19  | 18   | 15    |
| 10  | River Plate                 | 19    | 4  | 11  | 4   | 19  | 19   | 19    |
| 11  | CA Platense                 | 19    | 5  | 9   | 5   | 19  | 11   | 16    |
| 12  | Club Atlético Lanús         | 19    | 5  | 8   | 6   | 18  | 15   | 16    |
| 13  | Unión Santa Fe              | 19    | 3  | 12  | 4   | 18  | 21   | 26    |
| 14  | Gimnasia y Esgrima La Plata | 19    | 4  | 9   | 6   | 17  | 16   | 22    |
| 15  | Rosario Central             | 19    | 4  | 8   | 7   | 16  | 15   | 23    |
| 16  | Ferro Carril Oeste          | 19    | 2  | 11  | 6   | 15  | 15   | 20    |
| 17  | Deportivo Español           | 19    | 4  | 6   | 9   | 14  | 22   | 25    |
| 18  | Argentinos Juniors          | 19    | 3  | 7   | 9   | 13  | 19   | 30    |
| 19  | Chaco For Ever Resistencia  | 19    | 1  | 10  | 8   | 12  | 15   | 26    |
| 20  | Talleres Córdoba            | 19    | 4  | 3   | 12  | 11  | 24   | 34    |

### Clausura – klasyfikacja strzelców bramek
| Gole | Piłkarz           | Klub                      |
| ---- | ----------------- | ------------------------- |
| 11   | Gabriel Batistuta | Boca Juniors              |
| 9    | Esteban González  | CA Vélez Sarsfield        |
| 9    | Diego Latorre     | Boca Juniors              |
| 7    | Adrián Czornomaz  | San Lorenzo de Almagro    |
| 7    | Claudio García    | Racing Club de Avellaneda |

### Tabela spadkowa na koniec turnieju Clausura 1990/1991
| Poz | Klub                        | 1988/89 pkt/m | 1989/90 pkt/m | 1990/91 pkt/m | Razem pkt/mecze | Średnia |
| --- | --------------------------- | ------------- | ------------- | ------------- | --------------- | ------- |
| 1   | Boca Juniors                | 49/38         | 43/38         | 51/38         | 143/114         | 1.254   |
| 2   | River Plate                 | 45/38         | 53/38         | 45/38         | 143/114         | 1.254   |
| 3   | Independiente               | 55/38         | 46/38         | 40/38         | 141/114         | 1.237   |
| 4   | San Lorenzo de Almagro      | 42/38         | 35/38         | 45/38         | 122/114         | 1.070   |
| 5   | Racing Club de Avellaneda   | 42/38         | 39/38         | 40/38         | 121/114         | 1.061   |
| 6   | CA Vélez Sarsfield          | 33/38         | 42/38         | 45/38         | 120/114         | 1.053   |
| 7   | CA Huracán                  | 0/0           | 0/0           | 40/38         | 40/38           | 1.053   |
| 8   | Newell’s Old Boys           | 35/38         | 36/38         | 48/38         | 119/114         | 1.044   |
| 9   | Rosario Central             | 36/38         | 43/38         | 39/38         | 118/114         | 1.035   |
| 10  | Argentinos Juniors          | 42/38         | 38/38         | 36/38         | 116/114         | 1.018   |
| 11  | Estudiantes La Plata        | 42/38         | 34/38         | 39/38         | 115/114         | 1.009   |
| 12  | Talleres Córdoba            | 44/38         | 36/38         | 29/38         | 109/114         | 0.956   |
| 13  | Gimnasia y Esgrima La Plata | 36/38         | 39/38         | 33/38         | 108/114         | 0.947   |
| 14  | Ferro Carril Oeste          | 30/38         | 39/38         | 38/38         | 107/114         | 0.939   |
| 15  | Deportivo Mandiyú           | 33/38         | 36/38         | 38/38         | 107/114         | 0.939   |
| 16  | Deportivo Español           | 46/38         | 31/38         | 28/38         | 105/114         | 0.921   |
| 17  | CA Platense                 | 33/38         | 36/38         | 35/38         | 104/114         | 0.912   |
| 18  | Unión Santa Fe              | 0/0           | 36/38         | 31/38         | 67/76           | 0.882   |
| 19  | Chaco For Ever Resistencia  | 0/0           | 32/38         | 28/38         | 60/76           | 0.789   |
| 20  | Club Atlético Lanús         | 0/0           | 0/0           | 29/38         | 29/38           | 0.763   |

## Mistrzostwo Argentyny
O tytuł mistrza Argentyny w sezonie 1990/1991 zmierzył się mistrz turnieju Apertura (Newell’s Old Boys) z mistrzem turnieju Clausura (Boca Juniors).
| Data         | Mecz |
| ------------ | --- |
| 6 lipca 1991 | Newell’s Old Boys – Boca Juniors 1:0 Berizzo mecz rozegrany został na stadionie klubu Rosario Central |
| 9 lipca 1991 | Boca Juniors – Newell’s Old Boys 1:0, karne 1:3 Sędzia: Lamolina. Bramki: 1:0 Reinoso 81 Żółte kartki: Moya, Sońora – Llop, Garfagnoli, Pochettino, Martino Czerwone kartki: Simón – Domizzi Club Atlético Boca Juniors: Navarro Montoya – Simón, Moya (Apud 68) – Sońora, Giunta, Hrabina – Graciani, Pico, Gaúcho (Rodríguez 78), Tapia, Reinoso. Trener: O.W.Tabárez. Club Atlético Newell's Old Boys: Scoponi – Llop, Fullana, Garfagnoli, Berizzo, Pochettino – Domizzi, Martino (Roldán 38), Cozzoni (Boldrini 91), Saldańa, Zamora. Trener: M.Bielsa. |

- Mistrzem Argentyny został klub Newell’s Old Boys.
- Wicemistrzem Argentyny został klub Boca Juniors.

## Liguilla Pre Libertadores
Turniej został zorganizowany po to, by wyłonić drugi obok mistrza Argentyny klub mający wystąpić w Copa Libertadores 1992. W turnieju wzięło udział osiem klubów – 3 najlepsze oprócz mistrza z turnieju Apertura, cztery najlepsze oprócz mistrza z turnieju Clausura oraz wicemistrz Argentyny.

### 1/4 finału
| Data          | Mecz |
| ------------- | --- |
| 13 lipca 2004 | Independiente – San Lorenzo de Almagro 1:1 Artime – Ferreyra                                                                                               |
| 13 lipca 2004 | River Plate – Deportivo Mandiyú 2:0 Berti, Castro |
| 14 lipca 2004 | CA Vélez Sarsfield – Racing Club de Avellaneda 3:0 Acosta(2), E.González                                                                                   |
| 14 lipca 2004 | Boca Juniors – Argentinos Juniors 0:1 Fernández |
| 20 lipca 2004 | Argentinos Juniors – Boca Juniors 0:2 Gaona, Sońora mecz rozegrany został na stadionie klubu Vélez Sarsfield Awans: Boca Juniors                           |
| 21 lipca 2004 | Deportivo Mandiyú – River Plate 0:2 Silvani, Vega s mecz rozegrany został na stadionie klubu Huracán Awans: River Plate                                    |
| 21 lipca 2004 | Racing Club de Avellaneda – CA Vélez Sarsfield 5:1(dog) Alfonso, Paz, Ortega Sánchez, Fleita, Borelli – Acuńa Awans: Racing Club de Avellaneda             |
| 21 lipca 2004 | San Lorenzo de Almagro – Independiente 2:1 Zandoná, Bustos – Artime mecz rozegrany został na stadionie klubu Vélez Sarsfield Awans: San Lorenzo de Almagro |

### 1/2 finału
| Data            | Mecz |
| --------------- | --- |
| 28 lipca 2004   | Boca Juniors – Racing Club de Avellaneda 1:1 Gaona – Ortega Sánchez                                                                |
| 28 lipca 2004   | River Plate – San Lorenzo de Almagro 0:0                                                                                           |
| 4 sierpnia 2004 | Racing Club de Avellaneda – Boca Juniors 0:0, karne 2:4 Awans: Boca Juniors                                                        |
| 4 sierpnia 2004 | San Lorenzo de Almagro – River Plate 0:0, karne 4:1 mecz rozegrany został na stadionie klubu Huracán Awans: San Lorenzo de Almagro |

### Finał
| Data             | Mecz |
| ---------------- | --- |
| 8 sierpnia 2004  | San Lorenzo de Almagro – Boca Juniors 1:0 Carrizo mecz rozegrany został na stadionie klubu Vélez Sarsfield |
| 11 sierpnia 2004 | Boca Juniors – San Lorenzo de Almagro 0:1 Rossi                                                            |

Prawo gry w Copa Libertadores 1992 oprócz mistrza Argentyny Newell’s Old Boys uzyskał klub San Lorenzo de Almagro.

## Sumaryczna tabela sezonu 1990/1991
| Poz | Klub                        | Mecze | Zw | Rem | Por | Pkt | BrZd | BrStr |
| --- | --------------------------- | ----- | -- | --- | --- | --- | ---- | ----- |
| 1   | Boca Juniors                | 38    | 19 | 13  | 6   | 51  | 50   | 22    |
| 2   | Newell’s Old Boys           | 38    | 17 | 14  | 7   | 48  | 51   | 27    |
| 3   | River Plate                 | 38    | 15 | 15  | 8   | 45  | 48   | 32    |
| 4   | CA Vélez Sarsfield          | 38    | 15 | 15  | 8   | 45  | 52   | 40    |
| 5   | San Lorenzo de Almagro      | 38    | 15 | 15  | 8   | 45  | 44   | 36    |
| 6   | Independiente               | 38    | 12 | 16  | 10  | 40  | 43   | 37    |
| 7   | CA Huracán                  | 38    | 12 | 16  | 10  | 40  | 36   | 35    |
| 8   | Racing Club de Avellaneda   | 38    | 11 | 18  | 9   | 40  | 42   | 43    |
| 9   | Estudiantes La Plata        | 38    | 12 | 15  | 11  | 39  | 35   | 32    |
| 10  | Rosario Central             | 38    | 13 | 13  | 12  | 39  | 41   | 44    |
| 11  | Deportivo Mandiyú           | 38    | 12 | 14  | 12  | 38  | 37   | 34    |
| 12  | Ferro Carril Oeste          | 38    | 9  | 20  | 9   | 38  | 34   | 36    |
| 13  | Argentinos Juniors          | 38    | 12 | 12  | 14  | 36  | 44   | 47    |
| 14  | CA Platense                 | 38    | 10 | 15  | 13  | 35  | 27   | 38    |
| 15  | Gimnasia y Esgrima La Plata | 38    | 6  | 21  | 11  | 33  | 31   | 42    |
| 16  | Unión Santa Fe              | 38    | 7  | 17  | 14  | 31  | 42   | 54    |
| 17  | Club Atlético Lanús         | 38    | 8  | 13  | 17  | 29  | 26   | 43    |
| 18  | Talleres Córdoba            | 38    | 11 | 7   | 20  | 29  | 47   | 61    |
| 19  | Deportivo Español           | 38    | 8  | 12  | 18  | 28  | 40   | 49    |
| 20  | Chaco For Ever Resistencia  | 38    | 7  | 14  | 17  | 28  | 34   | 54    |

### Klasyfikacja strzelców bramek 1990/91
| Gole | Piłkarz              | Klub               |
| ---- | -------------------- | ------------------ |
| 18   | Esteban González     | CA Vélez Sarsfield |
| 14   | Rubén Da Silva       | River Plate        |
| 14   | Víctor Ramos         | Unión Santa Fe     |
| 13   | Sergio Saturno       | CA Huracán         |
| 13   | Gabriel Batistuta    | Boca Juniors       |
| 12   | Carlos Alfaro Moreno | Independiente      |
| 12   | David Bisconti       | Rosario Central    |